# Мирослав Слабошпицки
Мирослав Слабошпицки (17. октобар 1974, Кијев), украјински редитељ. Био је блиски пријатељ савременог украјинског писца Олесја Уљаненка.

## Биографија

### Младе године
Рошен је 17. октобра 1974. године у породици украјинског писца Михајла Слабошпицког. Одмах након рођења породица се преселила у Лавов и тамо је Слабошпицкиј живео до 1982. године. 1982. године породица се преселила назад у Кијив, где је Слабошпицкиј завршио средњу школу, а после и универзитет - Кијевски национални универзитет театра, филма и телевизије "Иван Карпенко-Кариј", смер "редитељ филма и телевизије".
Након универзитета радио је у Кијеву као новинар криминалне хронике, писао је сценарије за филмове и телевизију. Један од таквих филмова "Чорнобилскиј Робинзон" је 2001. године добио диплому првог Украјинског конкурса сценарија "Коронација слова".
Почетком 1990. године радио је на Националној филмској студији О. Довженка. 2000. године постао је члан Националног савеза кинематографиста Украјине. Био је и потпредседник Асоцијације ммладих кинематографиста Украјине.

### Селидба у Русију
2002. године због конфликта са председницом Државне службе филмова преселио се у Санкт-Петербург где је радио као сценариста и други редитељ. Радио је на петербуржкој студији "Ленфилм", наиме на серији "Загин".
Паралелно са радом на руској студији, Слабошпицкиј почиње да ради на сопственим пројектима. Први његов кратки филм "Жах" учествовао је у конкурсима 27 фестивала у 17 земаља света, добио је награду на филмском фестивалу у Аљгарви. У фебруару 2009. године појавио се други филм Слабошпицког "Диагноз" и одмах је учествовао на Берлинском филмском фестивалу, поставши први украјински филм након 7 година одсуства украјинских филмова на овом фестивалу. 2010. године појављује се филм "Глухота" који је такође учествовао на Берлинском фестивалу. У августу 2012. године снимљен је филм "Јадерни видходи" у оквиру пројекта "Украина, goodbye!". Филм је победио на Међународном филмском фестивалу у Локарно.

### Повратак у Украјину
слабошпицкиј се вратио у Украјину са супругом тек 2014. године након почетка руско-украјинског рата 2014. године. Након повратка у Украјину Слабошпицкиј је стекао широко признање као редитељ-новатор, посебно после снимања његовог филма "Племја". У августу 2014. године филм "Племја" учествује у конкурсу "Недеља критике" у оквиру филмског фестивала у Канама, и одмах добија 3 награде. Тако је овај филм постао први који је за читаву историју фестивала добио такву количину награда. За овај филм редитељ је добио Државну награду Украјине "Олександр Довженко".
У децембру 2016. године Слабошпицкиј је постао члан Комитета Националне награде Украјине "Тарас Шеввченко".
У октобру 2018. године Слабошпицкиј је почео рад на филму "Тигр" према книги Џона Вејлента. Право на екранизацију овог филма још 2010. године откупила је компанија Focus .

## Лични живот
2000. године још пре одласка у Русију Слабошпицкиј се оженио и живео је у Кијеву са рускињом Јеленом Слабошпицком.
Са Јеленом Слабошпицком се упознао 2000. године на филмском фестивалу "Молодист". Јелена је дошла на фестивал да ради репортажу о фестивалу за сопствени програм "Кинотрек" на руском каналу NBN . Млади су почели да долазе један другоме у посете, а убрзо након тога и женили су се.

## Грађански став
2018. године подржао је обраћање Европске филмске академије у знак подршке украјинском редитељу Олегу Сенцову, заробљеном у руском затвору.

## Филмови
Као помоћник редитеља
- 2007: «Преступление и наказание» (укр. Злочин та кара)

Као редитељ
дуги филмови:
- 2014: «Плем'я», филм (редитељ)
- 2019: «Люксембург», филм (редитељ)

Кратки филмови:
- 1995: «Сторож»
- 2006: «Жах»
- 2009: «Діагноз»
- 2010: пројекат «Мудаки. Арабески»
- 2012: пројекат «Україно, goodbye!»

Као глумац
- 1995: «Сокира»
- 1999: «Поет та княжна»
- 2016: «Моя бабуся Фані Каплан»
- 2019: «Поліна і таємниця кіностудії»